# Teodomiro Ramírez de Arellano
Teodomiro Ramírez de Arellano y Gutiérrez de Salamanca (Cádiz, 10 de noviembre de 1828 - Córdoba, 18 de mayo de 1909) fue un escritor, periodista, dramaturgo y ensayista español. Fue hermano de Carlos Ramírez de Arellano y de Feliciano Ramírez de Arellano, marqués de la Fuensanta del Valle.

## Biografía
Hijo de Antonio Ramírez de Arellano y Josefa Gutiérrez de Salamanca, llegó a Córdoba junto a su familia con apenas cinco años, donde comenzó sus estudios de Magisterio, que posteriormente continuaría en Madrid, pero nunca finalizó, ya que estaba más interesado en el periodismo. Es por este motivo que, durante su estancia en la capital, se inició en el periodismo colaborando con el diario La Correspondencia de España. A su regreso a Córdoba, en septiembre de 1858, fundó con su hermano Carlos el periódico La Crónica de Córdoba, del cual sería director. Más adelante, fundaría en 1884 el periódico liberal La Provincia, del que también fue director y estuvo patrocinado por Antonio Aguilar y Correa, marqués de la Vega de Armijo. En su producción literaria destaca el ambiente local y costumbrista, especialmente de Córdoba, siendo sus Paseos por Córdoba una de sus obras más reconocidas, de la que se escribió una nueva versión en 2013 denominada Nuevos paseos por Córdoba por Manuel García Parody.
También ingresó en la administración como oficial de la secretaría del Gobierno Civil, puesto que ocuparía en Córdoba y Sevilla; así como secretario en Ciudad Real, Jaén, Alicante, Murcia y de nuevo Sevilla. En política se mantuvo afiliado al Partido Liberal-Fusionista de Práxedes Mateo Sagasta, siendo elegido como concejal del ayuntamiento cordobés.
El 8 de marzo de 1860 ingresó en la Real Academia de Córdoba y en 1883 en la Real Academia de Historia. Tras la muerte en 1904 de Francisco de Borja Pavón, le sustituye como director de la Real Academia, además, sería nombrado Cronista oficial de Córdoba y vicepresidente de la Comisión Provincial de Monumentos.
Estuvo casado con la cordobesa Rafaela Díaz de Morales y Pérez de Barradas, cuyos hijos fueron Rafael, que continuó la labor investigadora histórica, y Teodomira. Falleció el 18 de mayo de 1909 a la edad de 80 años tras una larga enfermedad. Se encuentra sepultado en el cementerio de San Rafael.

## Producción literaria

### Teatro
- El árbol de la Esperanza (1856).
- La cartera.
- La luz de la razón.
- Loca de Amor.
- Todos hermanos (perteneciente al género de la zarzuela).
- El corregidor de Toledo (en colaboración con Manuel Fernández Ruano).
- Los hermanos Bañuelos (junto a Antonio Alcalde Valladares).

### Publicaciones
- Historia de la Industria Cordobesa.
- Paseos por Córdoba (1873-77).
- Romances histórico-tradicionales de Córdoba (1902).
- Crónica del tercer centenario de la muerte del gran artista Pablo de Céspedes.